# Jean-Lucien Bahuma Ambamba
Jean-Lucien Bahuma Ambamba, né le 26 juin 1957 à Yangambi dans la Province orientale, l'actuelle province de la Tshopo,,,, il avait fait partie de la dixième promotion de l’École de formation des officiers EFO/Kananga. Il avait par ailleurs subi plusieurs formations militaires au  sein de la Division spéciale présidentielle (DSP) sous Mobutu,, il est un officier des Forces armées de la république démocratique du Congo (FARDC),.
Il est le commandant de la 8e région militaire, dans la province du Nord-Kivu, avec qui le colonel Mamadou Ndala et ses bataillons ont mis en déroute les éléments du Mouvement du 23 mars -M23- a rendu l’âme, samedi le 30 août 2014 en Afrique du Sud, de suite d’un Accident cardiovasculaire cérébrale (AVC). En raison des hautes qualités, la hiérarchie militaire de cette époque lui confiera les responsabilités de commandant du centre d’entraînement commando de Pambwa dans le Nord-Ubangi, peu avant le changement de régime qui l’a conduit à rejoindre la branche armée du Mouvement de libération du Congo (MCL) de Jean-Pierre Bemba.

## Biographie
Il naquit le 26 juin 1957 à Yangambi dans l'ancienne Province orientale et aujourd'hui province de la Tshopo en République Démocratique du Congo et est décédé le 30 août 2014 en Afrique du Sud à la suite d'un accident vasculaire cérébral (AVC).
Il est spécialiste en artillerie et en blindés, il a suivi une série de formations de commandement et d'état-major, ainsi que celle de l'École supérieure de guerre de Yaoundé, au Cameroun. Il a également été formé au Collège des hautes études de stratégie de défense, à Kinshasa.  Il faisait la fierté des Forces armées de la république démocratique du Congo (FARDC) et était considéré comme le libérateur de la population du territoire de Beni .

## Formation
Bahuma Ambamba a été formé officier à l’Académie militaire de Kananga à l'école de formation d’officiers « EFO » de la onzième (11e) promotion. Il avait par ailleurs subi plusieurs formations militaires au sein de la Division spéciale présidentielle (DSP) 2e République,.

## Parcours aux FARDC
Jean-Lucien Bahuma Ambamba avait commencé sa carrière militaire sous le régime du Maréchal Mobutu, formé d'abord à l'École de Formation des Officiers (EFO Kananga),,. Il a été tour à tour chef-adjoint de la Maison militaire du chef de l'État, chargé des opérations et des renseignements, commandant adjoint chargé de l'administration et de la logistique. En octobre 2022, il est nommé lieutenant-général par ordonnance présidentielle.
Jean-Lucien Bahuma Ambamba fut un ex-Faz qui a eu à passer par la rébellion de Jean-Pierre Bemba après le régime Mobutu. Il a été nommé en juillet 2012.